# Raad van de Duitse Cultuurgemeenschap (samenstelling 1973-1974)
Dit is de samenstelling van de Raad van de Duitse Cultuurgemeenschap voor de legislatuurperiode 1973-1974. De Cultuurraad telt 25 rechtstreeks gekozen leden. Bovendien zijn er ook leden met raadgevende stem: zij mogen vergaderingen bijwonen, maar mogen niet deelnemen aan stemmingen of initiatieven nemen. Dit is een onbepaald aantal en kan dus per legislatuur variëren. Deze leden met raadgevende stem zijn de Duitstalige provincieraadsleden van de provincie Luik en Duitstalige leden van de Kamer en de Senaat.
Er vonden nog geen rechtstreeks verkiezingen plaats en de leden werden aangeduid op basis van nationale verkiezingsresultaten. Op 23 oktober 1973 vond de openingszitting plaats en de legislatuur eindigde op 10 december 1973.
De eerste zittingsperiode van de Raad van de Duitse Cultuurgemeenschap werd geopend door staatssecretaris van de Oostkantons Guillaume Schyns. Vervolgens werd Johann Weynand, kabinetschef van Schyns, verkozen tot voorzitter van de raad.
Enkele maanden later, op 10 maart 1974, vonden de eerste rechtstreekse verkiezingen plaats (voor de volgende legislatuur).

## Samenstelling
| Fractie | Fractie | Zetels |
| ------- | ------- | ------ |
|         | CSP     | 13     |
|         | PFF     | 6      |
|         | SPB     | 3      |
|         | PDB     | 3      |

## Lijst van de parlementsleden
| Volksvertegenwoordiger | Partij | Opmerkingen |
| ---------------------- | ------ | --- |
| Manfred Betsch         | CSP    | |
| Joseph Bindels         | CSP    | Ondervoorzitter. |
| Hubert Cremer          | CSP    | |
| Helmut Brüll           | CSP    | |
| Albert Gehlen          | CSP    | Voorzitter van de CSP-fractie. |
| Johann Huppertz        | CSP    | |
| Heinz Keutgen          | CSP    | |
| Herbert Genten         | CSP    | |
| Kurt Ortmann           | CSP    | Ondervoorzitter en voorzitter van de commissie Jeugd, Sport, Vrije Tijd en Toerisme.                                                     |
| Erich Krafft           | CSP    | Voorzitter van de commissie Opleiding, Volksontwikkeling, Bibliotheken, Muziek en Musea.                                                 |
| Emil Mertes            | CSP    | |
| Johann Weynand         | CSP    | Parlementsvoorzitter en voorzitter van de commissie Reglement, Petities Financiën en Boekhouding en de commissie Culturele Samenwerking. |
| Werner Schumacher      | CSP    | |
| Lorenz Paasch          | PDB    | |
| Eugen Krings           | PDB    | |
| Michel Louis           | PDB    | Voorzitter van de PDB-fractie. |
| Felix Dejozé           | PFF    | |
| Bernd Gentges          | PFF    | Ondervoorzitter en voorzitter van de commissie Onderwijs en Taal.                                                                        |
| Wilhelm Reinertz       | PFF    | |
| Hermann Cornely        | PFF    | |
| Josef Fatzaun          | PFF    | Voorzitter van de PFF-fractie en voorzitter van de commissie Openbare Omroep.                                                            |
| Heinz Pip              | PFF    | |
| Ferdy Dupont           | SPB    | Ondervoorzitter. |
| August Pitsch          | SPB    | Voorzitter van de SPB-fractie. |
| Jean Cremer            | SPB    | |

## Leden met raadgevende stem
| Naam            | Partij | Opmerking                                     |
| --------------- | ------ | --------------------------------------------- |
| Johann Haas     | CSP    | Provincieraadslid van Luik.                   |
| Peter Van Neuss | CSP    | Provincieraadslid van Luik.                   |
| Albert Daulne   | SPB    | Lid van de Belgische Senaat.                  |
| Willy Schyns    | CSP    | Lid van de Kamer van volksvertegenwoordigers. |